# 上饶镇
上饶镇，是中华人民共和国广东省潮州市饶平县下辖的一个乡镇级行政单位。

## 行政区划
上饶镇下辖以下地区：
茂芝社区、坝上社区、上文村、康西村、康贝村、康东村、輋塘村、埔坪村、埔中村、新埔村、蔡子角村、西片村、许坑村、马坑村、坑前村、永善村、柏嵩村、柏峻村、上善村、二善村、下善村、红岩村、新善村和上坑村。

## 信仰
洋子田村
- 三娘庙:供奉佛母娘娘

岭脚村
- 东岩寺:供奉佛母娘娘

坑前村
- 大华宫:供奉关帝爷

柏嵩村
- 兴盛宫:供奉观音娘娘

康东村
- 西岩寺:供奉佛母娘娘

## 姓氏由來
袁姓， 先祖袁琛（原籍浙江龙游县）于宋庆历间任兵部尚书，元丰六年（1083年）迁任潮州知府，后籍广东潮州。明洪武年间入饶始祖袁角一，自广东揭阳长美移居饶平县上饶案上开基。
许姓， 明初自福建宁化石壁村南迁辗转入广东饶平县，先居岭脚寮背，后代分创凤山（二善）、许坑。入饶始祖念三郎，後裔分衍上善、上饶等地。
赖姓， 入饶始祖赖雪公，字三百郎，元末明初由福建汀州宁化县石壁城田心官陂迁徙入广东饶平。初居饶平县弦歌都玉皮社塘尾，后迁居上坪阜头岗（俗称虎头岗），後裔居上饶镇坑头村等地。
熊姓， 先祖四十郎公，于南宋宝庆二年，率乃弟廿二郎、四一郎、四二郎，从豫章进贤门外熊家塘入闽，驻福建汀州宁化石壁村熊东坑，乃南迁入闽始祖。第九世祖少堂公，于明末崇祯初，命长子林洲公继祖业守猪妈楼祖宅后，率次子念三、三子确守暨家眷远走广东大埔苏姑坪觅地开基。第十世祖念三公，率三、四、五子暨继妣张氏迁广东饶平饶洋岗下乌鸦落洋地，乃饶平开基祖也，第十二世祖大三公，乃念三公三子廿七公长子，及长娶妻詹氏，为另谋发展偕弟大十公分迁饶平上饶深坑里松柏坑赤芽田建祠立业。
熊姓， 熊氏先祖从福建省湖雷乡(今龙岩市湖雷镇)迁居广东饶平县上饶镇康西松柏坑自然村落户，目前有一个熊氏祖祠，现有人口约130人。
郭姓， 宋朝郭福安以軍鎮駐福建龍岩，舉家由華州遷入福建汀州府寧化縣石壁村。由福建寧化遷至福建上杭。宋末，郭天錫由上杭遷至广东潮州府海陽縣大麻（今广东大埔縣大麻鎮）、百侯各地。元時，郭通星由广东大埔百侯移居广东海陽縣弦歌都上饒堡西埔鄉(今广东饶平上饶)。
黄姓， 明代景泰间，先祖庞德公，字启裕，由福建莆田迁福建漳浦县铜山所深井(今漳州东山县)开基，后裔又分迁广东饶平之上饶营前、平和大坪、诏安秀篆、漳浦下寨等，黄温恭迁创饶平营前。
黄姓， 系黄峭山公吴氏妈之子黄化公之裔，出自福建宁化石壁村历数代至黄小五公，小五公为福建永定奥杳开基之祖，生六子，第五子黄均仲公，妣蔡氏、江氏生九子，自象牙迁居上杭后迁居永定金丰里大溪黄厝坝后居北山，九子各有远志，分别迁居各地创业。元末战乱，均仲公第九子，开基始祖黄镇秀公，自福建永定北山徙居广东饶平伯嵩岩下村(今广东饶平上饶)。后分派广东饶平黄金塘(今饶平饶洋)、饶平水尾、福建诏安县秀篆等地。
邱姓， 入饶邱姓居民先祖邱诚实，原为北宋朝官枢密使，崇宁二年（1103年）封光禄大夫。其先祖在晋代为中原士族，居福建泉州府晋江县。传下八世、十世裔孙先后入广东饶平定居。计八世邱朝旺创居三饶塘心，邱玉山创居上饶埔平，十世邱永延创居水口。
邱姓， 邱氏，1369年从福建省上杭县迁移至广东饶平县三饶镇太岭，后辗转于1436年从饶平县塘村老马坑迁移至饶平上饶镇埔坪。
林姓， 先祖林文甫系林藻后裔,先祖由福建泉州晋江县马平迁入漳州南靖县。崎岭林氏的开基始祖是林文甫,系晋安林氏三十七世孙、林藻派下林惠二十世孙。明代洪武年间，林文甫带领他的四个儿子林宗兴、林宗荣、林宗茂、林宗昌，由福建漳州南靖县南迁距此数十里的漳州平和县，居于平和县崎岭。林文甫次子林宗荣，从崎岭移居广东饶平县開基。後裔居饶平县上饶上善下斗等地。
蔡姓， 河南陈留蔡大业之子蔡允恭迁入福建龙溪新恩里屿头（今龙海市）为入閩祖。蔡元鼎，号蒙斋，福建漳浦县蔡坑(今赤岭前园村蔡坑)大帽山人。裔孙繁衍昌盛，包括广东潮州饶平黄冈蔡厝围、黄冈下市万成巷、饶平钱东上浮山、钱东下浮山、三饶粮田、上饶蔡子角、饶平海山渡头等余派，为福建漳浦蔡公允恭、蔡公元鼎后裔。
詹姓， 先祖原居江西广昌县，宋靖康间，因避金兵寓福建宁化。宋末，东潞之父携八郎，九郎入广东海阳县。元初入饶平。祖居饶平县钱塘、白水塘后徒上饶西瓜园。其後派居饒平上饶、饶洋、新丰、三饶等地。
王姓， 本县王姓居民入饶始祖为王淳质。元延祐二年（1315年），江西蔡五九起义军攻克福建汀州宁化，淳质携妻挈子逃避入广东饶平县。王淳质五子王惟亨创居饶平上饶埔坪寨。
曾姓， 源出姒姓，后裔徙于福建宁化怀德乡，明初徙至福建漳州平和县清凝里(今九峰)，清初，平和九峰世系一支派迁入广东饶平县上饶埔坪开基，另一支派迁饶平县建饶锡坑，城下，后裔再迁台湾及潮汕各地。
楊姓， 始祖杨裕昌，自福建漳州市平和县九峰下坪乡迁入广东潮州市饶平县上饶镇康贝开基。
萧姓， 出自周朝萧国，三次南迁，始祖萧理，元初自江西泰和县迁居至福建宁化石壁葛藤凹，裔孙萧梅轩再徙今广东大埔县松源都，元末时又迁居今广东饶平县上饶萧屋开基。
萧姓， 先祖萧选，于宋朝时陞入福建闽科案提刑按察。始祖蕭珀，居福建龙岩，裔孙迁居广东饶平县元高都斗皮社的饶兰坑。
萧姓， 肇基祖淳公，宋淳祐五年（1245年）出生于福建省安溪县龙涓乡。景炎中登进士，出仕漳州通判，迁宦潮州路总管。避宋未之乱，蹈光隐循于广东大埔百侯。初住溪背坪上坪子，创建家庙余庆堂，为萧氏始祠。不久迁大埔百侯溪南山下坪，三择宝地，迁往溪北凹头为萧氏肇基地。后迁至之广东陆丰、海丰、龙川、惠州、饶平、高明等地。
邓姓， 其九十三世邓文显，世居福建宁化石壁禾口村。子志斋、号太乙，被粤东多数邓氏裔孙尊为一世祖。第四代传人子清公从梅县松口迁徙永善开基，居于广东饶平县上善(今上饶镇上善村)之永善管区诸村和下善的岩下，茅缺里及二善的礁坑、乌石岗等处。
张姓， 始祖张子端，居福建汀州宁化石壁葛村。122世张化孙为大始祖，南宋由福建汀州宁化石壁村徙上杭县店前街尾，再迁广东大埔县溪南埔。129世张盛德元末明初由大埔县迁饶平县为饶平上饶诸地张氏的开基祖。
张姓， 福建普宁鹅铺岭莲花宅(今福建厦门)迁福建漳州平和县九峰镇庵子龙坑、半径後裔派衍弦歌都岭脚社(今饶平上饶)柏嵩东坑旱乾岗张真直世系。
周姓， 其先祖自河南汝南迁居福建宁化石壁乡，至周宗贵时迁居福建永定，生子十一，四子周闻古，移居福建泉州晋江碧沙乡开居；七子周万隆，分居广东潮州大埔；八子周隆寿，迁居广东潮州饶平上饶堡岭脚社西埔乡(今上饶镇岭脚)；十子周隆富仍住在福建永定；十一子移居广东潮州饶平七蓝乡(今上饶镇西片七蓝周七南村)。周宗贵后裔多居住广东潮州，周寿隆后代多居住广东潮州澄海，后分支潮阳、饶平和普寧。
陈姓， 開基祖陳大一，諡翁八，于明成化年間（1465－1487），由福建詔安縣大溪鎮店前蜈蚣坑(今平和縣大溪镇店前)遷廣東饒平縣弦歌都玉皮社許坑扶陽寨陳村(今饒平縣上饒鎮許坑扶陽寨)。
陈姓， 陳百九，諡新穎，于明成化年間，由福建寧化縣石壁村遷廣東饒平縣弦歌都嶺腳社石塘邊。為一世。陳百九生三子，長子陳樂山、次子陳九華、三子陳存正。次子陳九華分派饒平上善嶺頭。三子陳存正分派饒平上饒李坑。
卢姓， 卢氏始祖卢侗，字元伯，号方斋，历任国子监直讲、知柳循二州等官职，以太子中舍人致仕，居海阳县登塘山（今潮陽谷饒乌窖）。六世祖　宋考公。生三子，一子移居饶平浮山，又一子移居饶平马坑头处。七世祖　德聪公，居饶平上饶建祠宇为始祖。八世祖　子春公，居饶平浮山乡为始祖。
刘姓， 元朝末期，刘氏祖先从广东大埔县松柏坑迁徙入饶，后辗转迁徙至广东潮州饶平上饶。
钟姓， 明朝时期，从福建省宁化县迁移至广东大埔县百候镇，清朝，从广东大埔县百候镇移至广东饶平上饶。
李姓， 南宋末年，李氏祖先从现福建省宁化县上杭迁移广东省梅州市大埔县双溪，元末明初从梅州市大埔县双溪白叶迁徙至饶平上饶輋塘村。